# Jodi Arias
Jodi Ann Arias (Salinas, Kalifornija 9. srpnja 1980) američka je ubojica. Poznata je po ubojstvu Travisa Alexandera, za kojega tvrdi da je pedofil te da ga je ubila iz samoobrane.
Do ubojstva je došlo 9. lipnja 2008. godine u Arizoni, a uhićena je u kući djeda i bake 15. istog mjeseca i sprovedena u Arizonu gdje je bila zatvorena sve do svoga suđenja. Suđenje joj je započelo 2. siječnja 2013., a završilo 8. svibnja 2013., kada je proglašena je krivom za ubojstvo prvog stupnja suočivši se time smrtnom ili doživotnom kaznom. Tužitelj Juan Martinez izjavio je da će tražiti presudu smrtne kazne.
Jodi je izjavila da bi više voljela biti osuđena na smrt nego doživotno ostati u zatvoru. U fazi suđenja gdje se odlučuje da li će biti osuđena na smrt ili na doživotnu robiju, njezinim svjedocima zaprijetilo se smrću ako se pojave na sudu, a njezin branitelj zahtijevao je od suda da odustane od slučaja, što sud nije odobrio. Jodi je nakon toga zamolila arizonsku porotu da joj se poštedi život.
Na ponovnom suđenju 6. ožujka 2015., porota nije osudila Jodi Arias na smrt jer je 1 porotnik glasovao protiv smrtne kazne.